# Semeke Khan
Semeke Khan (Shemiaka Khan) fou kan de l'Horda Mitjana Kazakh (Orta Zhuz).
L'Horda Mitjana es va fer independent de fet vers el 1715 i probablement des de llavors i en tot cas des de 1718 Semeke Khan, de filiació indeterminada, fou kan. Després de ser derrotats pels dzungars repetidament entre 1723 i 1727 es van establir entre els rius Ori i Ui, regions de les quals foren expulsats els baixkirs. La Gran Horda Kazakha es va establir al seu costat.
Els baixkirs expulsats es van aliar als cosacs de l'Ural i van ser una amenaça constant al flanc dels kazakhs. Això va incitar a l'Horda Mitjana, governada per Semeke Khan, i a la Gran, governada des de 1729 per Abilmambet Khan, a demanar la protecció de Rússia, i el 1733 el kan hauria fet submissió a l'emperadriu, però aquesta submissió no fou ben acceptada pel poble; una guerra contra els baixkirs, sense la direcció del kan va ser poc afortunada però en una segona part el mateix kan hi va participar amb els mateixos resultats.
Semeke era viu el 1733 quan va fer jurament de lleialtat a l'emperadriu però el 1734 quan li fou enviada la investidura pel governador rus Kirilof, ja no la va rebre i probablement va morir aquest any; en tot cas el 1737 quan el governador rus d'Orenburg va cridar al kan kazakh, ja només apareix Abilmambet Khan. Sembla clar doncs que Semeke (Shaimaka) havia mort després del 1733 i abans del 1737; Abilmambet Khan fou escollit al seu lloc reunint el govern de les dues hordes Gran i Mitjana que vivien de costat.